# Das Netz
Pour plus de détails, voir Fiche technique et Distribution.
Das Netz (La Toile ou Voyage en cybernétique) est un film indépendant allemand réalisé par Lutz Dammbeck (de) et sous-titré Unabomber, le LSD et l'Internet, sorti en 2005.
Le film explore les idées et l'histoire des divers personnalités et mouvements ayant créé internet, et la société technologique actuelle :
- les artistes révolutionnaires Marshall McLuhan et Nam June Paik
- les hippies idéalistes comme Timothy Leary et Ken Kesey
- les artistes de la contre-culture tels que John Brockman (en) et Stewart Brand
- et les cybernéticiens et systémiciens tels que Robert Taylor et Heinz von Foerster.

En toile de fond surgissent les idées du néo-luddite Theodore Kaczynski (alias Unabomber), dans un échange par lettres avec Lutz Dammbeck.

## Histoire
Ce documentaire réalisé par Lutz Dammbeck en 2003, inspiré de son livre Das Netz - die Konstruktion des Unabombers  (ISBN 3-89401-453-9), tente de répondre à la question suivante : « Qu'est-ce qui lie ensemble le théorème d'incomplétude du mathématicien Kurt Gödel, les recherches sur la biologie et les systèmes machiniques de Heinz von Foerster avec le mathématicien Theodore J. Kaczynski devenu le terroriste Unabomber ? »

## Fiche technique
- Réalisation : Lutz Dammbeck
- Scénario : Lutz Dammbeck
- Dialogues : Eva Mattes et Thomas Vogt
- Musique : J.U. Lensing
- Image : James Carman, István Imre et Thomas Plenert
- Photo : Rainer Klausmann
- Montage : Margot Neubert-Maric
- Producteur : Lutz Dammbeck
  - Producteurs exécutifs : Jochen Dickbertel et Sabine Schenk
- Sociétés de Production : Arte, Lutz Dammbeck Filmproduktion et Südwestrundfunk (SWR)
- Société de distribution : b.film Verleih
- Pays :  Allemagne
- Langue : allemand, anglais et français
- Format noir et blanc - couleur - 1,66 : 1
- Date de sortie : 
  -  Allemagne : octobre 2003 (Leipzig DOK Festival)
  -  Allemagne : 13 janvier 2005

## Distribution
- Lutz Dammbeck : lui-même
- Eva Mattes : narrateur (voix)
- Thomas Vogt : narrateur (voix)
- Stewart Brand : lui-même
- John Brockman : lui-même
- Butch Gehring : lui-même
- David Gelernter : lui-même
- Theodore Kaczynski : lui-même

## Citations
« Lutz Damneck : À partir d’une théorie qui comporte des lacunes et qui repose sur une base chancelante, on laisse donc s’étendre des systèmes de machines, quasiment à l’infini ?

von Foerster : Oui.

Lutz Damneck : N’est-ce pas risqué ou dangereux ?

von Foerster : Si. Dans ce système de machines planétaire, tous les énoncés sont exacts et c’est exactement ce que l’on veut.

von Foerster : Et pourquoi sont-ils exacts ? Parce qu’ils se déduisent tous les uns des autres.

Lutz Damneck : À quoi cela conduit-il ?

von Foerster : À d’autres déductions.

Lutz Damneck : Mais il existe bien une limite ?

von Foerster : Non, c’est l’avantage. On peut toujours aller plus loin.

Lutz Damneck : Dans la logique ?

von Foerster : Oui, c’est ça.

Lutz Damneck : Mais dans la réalité ?

von Foerster : Où se trouve la réalité ? Montrez-la-moi. »
« Theodore Kaczynski : Je considère que l’emploi de la violence, quand il s’agit par exemple de s’opposer à la réalisation de l’utopie d’une société technologique, n’est que de l’autodéfense. Bien sûr, on peut le contester. Si vous pensez que cela est contraire à la morale, alors n’utilisez pas la violence. Mais je vous pose à mon tour une question : quel type de violence a provoqué le plus de mal dans l’histoire de l’humanité ? La violence autorisée par l’État, ou la violence non autorisée par l’État, employée par des individus ? »

## Développement
Le film a notamment été tourné à Berlin, Hambourg, New York et San Francisco.